# Robert Craft
Robert Lawson Craft (Kingston, 20 oktober 1923 – Gulf Stream, 10 november 2015) was een Amerikaans dirigent, muziekwetenschapper en schrijver.

## Leven, werk, Stravinsky
Craft studeerde muziekwetenschappen aan de New Yorkse Juilliard School. In 1948 ontmoette hij de componist Igor Stravinsky, met wie hij tot aan diens dood in 1971 bevriend zou blijven en innig zou samenwerken. Het resulteerde in tal van muziekopnames en boeken. Zo gaf hij onder andere Stravinsky's correspondentie uit, inclusief die met (en van) diens tweede echtgenote Vera de Bosset Soudeikine.
Een Nederlandse uitgave van zijn gesprekken met Stravinsky verscheen onder de titel "Igor Strawinsky; de kroniek van een vriendschap" in de reeks Privé-Domein. Het is een boek vol tegenstrijdigheden, geschreven met een polemische frisheid, waarin Stravinsky's eruditie, humor, recalcitrantie en soms merkwaardige vooroordelen op intrigerende wijze worden beschreven.
Craft was ook degene die Stravinsky introduceerde tot de twaalftoonstechniek, waarin hij in zijn laatste fase dan nog verschillende meesterwerken schreef. De wereldpremières werden veelal door Craft gegeven: Vom Himmel hoch, Agon, The Flood, Abraham and Isaac, Variations, Introitus, en de Requiem Canticles. Als dirigent was Craft een pionier en zowel geboeid door de Nieuwe Muziek (onder andere de Tweede Weense School en Varèse) alsook door Oude Muziek (opnamen van Gesualdo, Monteverdi, Schütz, Händel, J.S. Bach; ook Haydn en Mozart). Hij was de eerste Amerikaan die de Berg-operas Wozzeck en Lulu dirigeerde; tevens voerde hij de Amerikaanse première (1967) van Hindemiths Cardillac uit.
Craft werd 92 jaar oud.

## Boekpublicaties

#### Craft over Stravinsky
- Conversations with Stravinsky (1959)
- Bravo Stravinsky (1967)
- A Stravinsky Scrapbook 1940-1971 (1971)
- Stravinsky: Chronicle of a Friendship (1971, herzien 1996)
  - Nederlandse vertaling: Igor Strawinsky, de kroniek van een vriendschap. Privé-domein 38, Arbeiderspers, Amsterdam, ISBN 90-295-1277-6
- Stravinsky in Pictures and Documents (1978)
- Igor and Vera Stravinsky (1982)
- Stravinsky: Glimpses of a Life (1992)

#### Stravinsky en Craft
- Dialogues (1961)

#### Stravinsky bezorgd door Craft
- Stravinsky Selected Correspondence (3 dln., 1981, 1984, 1985)
- Dearest Bubushkin: The Correspondence of Vera and Igor Stravinsky, 1921-1954

#### Overige publicaties
- Memories and Commentaries (1960)
- Expositions and Developments (1962)
- Dialogues and a Diary (1963)
- Table Talk (1965)
- Themes and Episodes (1966)
- Retrospectives and Conclusions (1970)
- Themes and Conclusions (1972)
- Prejudices in Disguise (1974)
- Current Convictions (1977)
- Present Perspectives: Critical Writings (1984)
- Small Craft Advisories: Critical Articles 1984-1988 (1989)
- A Moment of Existence: Music, Literature, and the Arts 1990-1995 (1996)
- Places: A Travel Companion For Music & Art Lovers (2000)
- An Improbable Life: Memoirs (2002)
- Down a Path of Wonder: Memories of Stravinsky, Schoenberg and other cultural figures (2006)